# Cosmocercoidea
Die Cosmocercoidea sind eine Überfamilie der Spulwürmer mit 482 Arten. Sie sind ein relativ heterogenes Taxon mit ovoviviparen und ovoparen Vertretern.

## Merkmale
Es handelt sich um kleine Fadenwürmer, die gewöhnlich nicht länger als 1 cm sind. Die Mundkapsel ist gering entwickelt oder fehlt und hat keinen komplexen hinteren Abschnitt. Der Ösophagus besteht aus einem zylindrischen Körper, einem vorderen Rachenteil (Pharynx), einer Engstelle (Isthmus) und einer kolbigen Auftreibung (Bulbus), die mit einer Klappe versehen ist und einkernige Drüsenzellen aufweist. Die für den Endwirt nichtansteckenden Larvenstadien (Larven 1, 2 und frühe Larve 3) entwickeln sich nicht gänzlich innerhalb des Zwischenwirts. Die erste Häutung findet außerhalb des Eis statt.

## Systematik
Hodda (2022) unterteilt die Überfamilie in drei Familien, sieben Unterfamilien und 66 Gattungen.
- Atractidae Railliet, 1917 (Travassos, 1920)
  - Atractinae Railliet, 1917
- Cosmocercidae Railliet, 1916 (Travassos, 1925)
  - Austraplectaninae Baker, 1981
  - Cosmocercinae Railliet, 1916
  - Maxvachoniinae Chabaud & Brygoo, 1960
- Kathlaniidae Lane, 1914 (Travassos, 1918)
  - Cruziinae Travassos, 1917
  - Kathlaniinae Lane, 1914
  - Oxyascaridinae Freitas, 1958